# Delphi for PHP
Delphi for PHP（デルファイ・フォー・ピー・エイチ・ピー）とは、コードギアのPHP言語統合開発環境である。コードギアの代表製品である「Delphi」のPHP言語版とも言えるRADツールで、Delphiと同様に構成部品を貼り付けていくようなユーザインタフェース設計を可能としている。
VCL for PHP というオープンソースのRADフレームワークを使用する。このフレームワークは、内部実装に「ADOdb」などのオープンソースのPHPスクリプトやライブラリを使用している。

## 歴史
Delphi for PHPの前身は、qadram software社のQstudioである。その後、コードギアとの共同開発を行い、Delphi for PHPが生まれた。
最初のDelphi for PHPは英語版であり、2007年2月21日に発表された。8月23日にはアップデート2がリリースされた。
Delphi for PHP 2.0は、2008年4月15日に発表された。日本語に対応した。
その後、製品名が「RadPHP」に改められた。変更後初のバージョンであるRadPHP XE (Delphi for PHP 3.0相当) は2010年9月2日発表。
2012年9月4日 エンバカデロ・テクノロジーズは「RadPHP」をWebやモバイル向けに機能強化した後継製品として「HTML5 Builder」を発表。jQuery、jQuery Mobile、PhoneGapなどのWeb向けのライブラリやフレームワークを統合し、同一のHTML5、CSS3、JavaScriptファイルから、WebブラウザだけでなくiOS、BlackBerry、Windows Phone 7などの複数モバイルオペレーティングシステムにも対応できるよう機能強化した。